# Музыка Юго-Восточной Европы
Музыка Юго-Восточной Европы

## Музыка в Древней Греции
Само слово «музыка» имеет древнегреческое происхождение (греч. Μουσική) и происходит от «муз» — в древнегреческой мифологии дочерей Зевса, давших начало поэзии, искусству и науке.
В Древней Греции музыка сопровождала различные сферы жизни и звучала на публичных собраниях и мероприятиях, в ритуалах, в театре и играх. Фигуры музыкантов встречаются в мифологии (Орфей, Филамон, Тамирис, Марсий) и эпических поэмах (Демодок и Фемий в «Одиссее»). На античных вазах сохранились изображения музыкантов, играющих на музыкальных инструментах, таких как арфа, кифара, лира. В честь богов древние греки составляли гимны, например пеаны номы в честь Аполлона или дифирамбы в честь Диониса.
Начиная с 6 века до н. э. музыка становится объектом интереса философов. В частности, Пифагор открыл ряд акустических закономерностей, имеющих основополагающее значение и для современной европейской теории музыки. Аристоксен выдвинул тезис об эмпирически-слуховом восприятии музыкальных интервалов, Платон и Аристотель развили учение о роли музыки в этическом воспитании.
Древнегреческая музыка была преимущественно одноголосной (монодией). Её ладовую основу составляли древнегреческие лады, основу которых составляли тетрахорды, что могли сочетаться в октавные лады — «гармонии». Названия октавных древнегреческих ладов (лидийский, дорийский и т. д.) широко используются и в современной теории музыки.

## Византийская музыка
Согласно утверждениям некоторых музыковедов и критиков, в частности греков, византийская музыка претерпела сильное влияние древнегреческой музыкальной культуры. Советские музыковеды К. К. Розеншильд и Ю. В. Келдыш находили влияние персидской, еврейской, сирийской и армянской песенности и предполагали влияние позднеантичной греческой музыки. Также нужно отметить римское влияние, так как в состав Византии вошли такие культурные центры, как Александрия и Антиохия. Исследователь византийской культуры Е. Герцман считает, что византийская музыка является продолжением позднеантичной.

### Церковное пение
Нотация византийской церковной музыки представляет собой региональную разновидность невменной нотации. В ней обычно выделяют четыре типа, соответствующих четырём стадиям исторического развития системы:
- ранневизантийская (другое название — палеовизантийская); отмечается в рукописях X — первой половины XII вв.;
- средневизантийская (другие названия — медиавизантийская, круглая) — в рукописях с последней четверти XII до 1400 г.;
- поздневизантийская и поствизантийская — в рукописях и раннепечатных книгах с начала XV в. до 1814 г.

Звуковысотная линия распевов, записанных в системе средневизантийской нотации (и позже), расшифровывается. Ритм (например, иррациональное удлинение отдельных звуков, ферматы и паузы), исполнительские нюансы (например, динамические акценты, глиссандо, агогика) и богатая орнаментика (например, орнаментальная микрохроматика и вибрато), также «закодированные» в оригинальных невмах, расшифровываются неоднозначно и поныне составляют предмет полемики (зачастую весьма острой) специалистов-византологов. Традиция музыкальной интерпретации рукописей палеовизантийской нотации утрачена.
В 1814 г. так называемые Три дидаскала (другие обозначения реформы — «Хрисанфова нотация» и «Новый метод») предложили метод упрощённой расшифровки древних нотных рукописей, который получил распространение в практике современного греческого богослужения как основной. В XX в. попытки расшифровки византийской нотации умножились. Начиная с 1936 г. на Западе редакторами (под руководством Эгона Веллеса) серии научных изданий Monumenta Musicae Byzantinae (MMB) был предложен свой способ расшифровки нотных рукописей. Их транскрипции передают мелодику как строго диатоническую, а ритмику как «свободную речевую». Эта «свобода», однако, в 5-линейной современной транскрипции MMB зафиксирована в виде всего лишь двух длительностей — четвертей и восьмых; таким образом, транскрипции редакторов MMB сильно напоминают (устаревшие) ритмизованные транскрипции григорианского хорала. Альтернативные (в основном, касающиеся ритма, реже мелодий) транскрипции памятников византийской нотации предложили видные западные учёные — немец Эвальд Яммерс (1962) и голландец Я. ван Бизен. Метод Бизена развил грек И. Арванитис, который настаивал на бинарной ритмике в византийских стихирах и ирмосах. В России ритмические транскрипции Арванитиса поддержала ученица И. Е. Лозовой М.Школьник, которая приложила к византийским памятникам ритмическую систему, известную по русским (позднейшим) двоезнаменникам и музыкально-теоретическим трактатам. В самой Греции наиболее дерзкую попытку реставрации византийской церковной музыки предпринял Симон Карас (1903—1999), воспитавший целую школу своих последователей (один из самых ярких её представителей — Ликург Ангелопулос). Адепты неовизантийской традиции «трёх дидаскалов» отвергли реконструкцию Караса, охарактеризовав её как «непрофессиональную» и даже «еретическую».

## Османская музыка
Дмитрий Кантемир был первым композитором османской музыки. Многие музыкальные инструменты были завезены на Балканы во время османского контроля, но многие османские инструменты были также заимствованы местными жителями. Влияние турецких ритмов и мелодий можно заметить в балканской музыке.
Традиционные инструменты в турецкой классической музыке сегодня включают танбур — щипковую лютню с длинным грифом, най — флейту с продольным отверстием на конце, кеманчу — согнутую скрипку, уд — щипковую необлицованную лютню с коротким грифом, канун — щипковую цитру, скрипку и, в музыке Мевлеви — ударный инструмент кудюм и арфу.

## Народная музыка Греции
Народное творчество греков многообразно. Песни можно разделить на эпические, исторические, бытовые, баллады. Среди бытовых — трудовые, колыбельные, любовные, свадебные, застольные, шуточные, календарные, посвященные массовым народным праздникам. Подавляющее большинство исторических песен создано в годы борьбы греков против турецкого ига (песни клефтов) и в период становления греческого государства, когда их основным содержанием стало воспевание свободы и независимости. Выполнение греческих народных песен часто сопровождается хороводом.
Названия народных танцев ведут своё происхождение от местности, где они существуют (например, критский танец), от исторического события (танец Залонго), от названия профессии (хасапико — танец мясников и др.). Или берут свои названия от ритма и движения (сиртос, сиртаки и др.). Народный инструментарий включает различные виды лютни, флейты (авлос), лиру (критская лира), продольные флейты, волынки. Особенно популярны бузуки, баглама, мандолина, скрипка. В состав современных оркестров народных инструментов Греции входят также кларнеты и гитары.

## Румынская лэутарская музыка
Лэутарская музыка в Румынии и Молдове — это традиционная музыка, исполняемая лэутарами (профессиональными музыкантами, чаще всего из числа цыган). Она имеет сложную структуру и включает в себя множество музыкальных жанров и стилей, от элементов пасторальной музыки до городских мелодий, сочетая в себе элементы различных культурных традиций.
Лэутарская музыка сложна и изысканна, а её исполнение требует хорошей техники. Скрипка является центральным инструментом, лэутары виртуозно владеют ей. В лэутарских ансамблях (тарафах) используются также кобза, цимбалы, контрабас, встречаются духовые — най, чимпой, в последнее время — аккордеон.
Жанры лэутарской музыки включают традиционные румынские танцы — хора, сырба, брыу[рум.], корэгя́ска, бэту́та и кэлу́ш (см. калушары), мелодии с асимметричными ритмами — джампара[рум.], бряза, русте́м, лэутарские манеле, кадыняска[рум.], а также дойны, т. н. песни для слушания, лэутарские баллады… Свадебная музыка включает также марши, заимствованные из репертуара военных оркестров.

## Албанская музыка
Албанская музыка представляет собой сплав музыкальных традиций Юго-Восточной Европы, на неё оказало большое воздействие культур соседних балканских народов, славян и итальянцев, а также турецкое влияние как результат османского ига. Но несмотря на то, что Албания почти 500 лет входила в состав Османской империи, албанский народ сумел сохранить культурную самобытность, в том числе в музыке.
После провозглашения независимости в 1912 году до 1940-х годов Албания не имела профессиональной музыкальной культуры. Первый сборник народной музыки был выпущен пианистом Петёром Дунгу в 1940. После установления коммунистического режима в 1944 году при активном содействии со стороны СССР началось развитие национального искусства, включая профессиональную музыкальную культуру. Уже в 1944 был организован хор Народной армии Албании (впоследствии — Художественный ансамбль Народной армии) под руководством Г. Аврази, в 1960 — Государственный ансамбль народной  песни и пляски под руководством Ческа Задеи. В городах Албании стали открываться музыкальные школы, в 1947 в Тиране был открыт Художественный лицей им. Й. Мисья с музыкальным отделением по классам скрипки, виолончели, народных инструментов и пения. В 1950 году в Тиране открылась Государственная филармония Албании, объединившая профессиональные исполнительские коллективы: симфонический и духовой военный оркестры, танцевальную группу, а также певцов-солистов. В 1950-х филармония Албании поставила ряд произведений русских композиторов — оперы «Русалка» Даргомыжского (1953), «Иван Сусанин» Глинки (1955), балет «Бахчисарайский фонтан» Асафьева (1953).
В 1956 году в Тиране открылся Национальный театр оперы и балета с балетной школой, где был поставлен ряд классических опер, оперетт и балетов, в том числе советских — «Лола» С. Н. Василенко, «Шурале» Ф. З. Яруллина и другие. Ведущие артисты Национального театра получили образование в СССР и других странах социалистического лагеря, в том числе певцы — заслуженные артисты НРА А. Мула, И. Тукичи, М. Джемали, Л. Качай, а также Д. Атанас, Г. Чако; певицы — Р. Йорганджи, Г. Хеба, И. Веля; артисты балета — заслуженные артисты НРА А. Алиай, З. Хаджо, Г. Вендреша, а также балетмейстер П. Каначи, дирижёр М. Вако.
До 1950-х годов в Албании не было национальной музыки крупных форм. Первые национальные оперы стали появляться с середины 1950-х (опера «Мрика» П. Яковы, 1954) и в 1960-е годы — «Весна» Т. Дайи (1960), «Цветок памяти» К. Коно (1961), «Героиня» В. Новы (1967), «Скандербег» П. Яковы (1968), «Девушка с гор» Н. Зорачи (1970); балеты — «Халиль и Хайрия» Т. Дайи (1963), «Делина» Ч. Задеи (1964), «Партизан» К. Ляры (1967), «Дети рыбака» Т. Дайи (1972), балет для детей «Бесстрашный орлёнок» Ч. Задеи (1971); оперетты — «Заря» К. Коно (1954), «Лейла» Т. Дайи (1957); патриотическая оратория К. Трако (1961), марш-кантата Т. Аврази, увертюра на народные албанские темы Д. Леки (1954), 1-я симфония Ч. Задеи (1956), вокально-симфоническая поэма «Герои Боровы» К. Коно, «Детская сюита» для симфонического оркестра Т. Дайи (1956), струнный квартет Т. Дайи (1956), «Рондо» для струнного квартета Н. Зорачи (1960), «Албанская сюита» для флейты и фортепиано Н. Зорачи (1960), «Три симфонические картинки» Ч. Задеи, вокально-инструментальная сюита Т. Харапи (1965), концерты для фортепиано с оркестром Т. Харапи и Ч. Задеи (оба − 1969), для скрипки с оркестром Н. Зорачи (1969) и другие.
После падения коммунистического режима в стране появились новые композиторы, такие как Александр Печи, музыкальный этнограф Рамадан Соколи, Сокол Шупо, Эндри Сина, Пёлумб Ворпси, Васил Толе, возникли также новые музыкальные организации, такие как Общество профессиональных музыкантов и Общество новой албанской музыки.
Албанская оперная певица Инва Мула, дочь композитора Авни Мула, пользуется международным признанием.

## Болгарская музыка
Болгарская музыка является частью болгарской, балканской, европейской и мировой культуры.

### Болгарская церковная музыка
Болгария приняла христианство в 863—864 г. С утверждением христианства развивалось и церковное пение на древнеболгарском языке, но во время византийского господства (1018—1187) проникновение в болгарскую церковь канонизированного византийского пения задержало развитие связанных с народной основой болгарских национальных религиозных песнопений. После освобождения от владычества Византии и образования Второго Болгарского царства (1187—1396) начался расцвет болгарской культуры. В ХІІІ-ХІV вв. под влиянием народного музыкального искусства сформировался болгарский распев, образцы которого сохранились в богослужебном пении русской православной церкви XVII-XVIII вв. С тех времён сохранились «Зографский трефологий» (13 в.) и «Синодик на цар Борил» (14 в.) — единственные дошедшие до нас письменные памятники с музыкальной нотацией.
В 17 в. русское духовенство приглашало болгарских певцов для обучения русских певчих церковному пению.
Многие византийские певчие — болгарского происхождения. Самый известный из них — певчий и композитор Иоанн Кукузель, прозванный «Ангелогласным» (жил в монастыре в Византии). Он создал неовизантийскую невменную нотацию (т. н. «кукузелевы невмы»), которая используется в современной церковном музыке и по сегодняшний день. В то время как в Византии культивировались сложные, виртуозные кукузелевы песнопения с узорчатой орнаментикой, в Болгарии развивалось более простое, демократическое культовое пение. Болгарские напевы, т. н. «bulgarica», проникают и в западную церковную музыку. Завоевание Болгарии турками (1393-96) положило конец её независимости как самостоятельного государства. Болгарские монахи в монастырях Афона сохраняли свои церковные напевы, а странствующие монахи были распространителями болгарских песнопений среди других славянских народов.

### Болгарская народная музыка

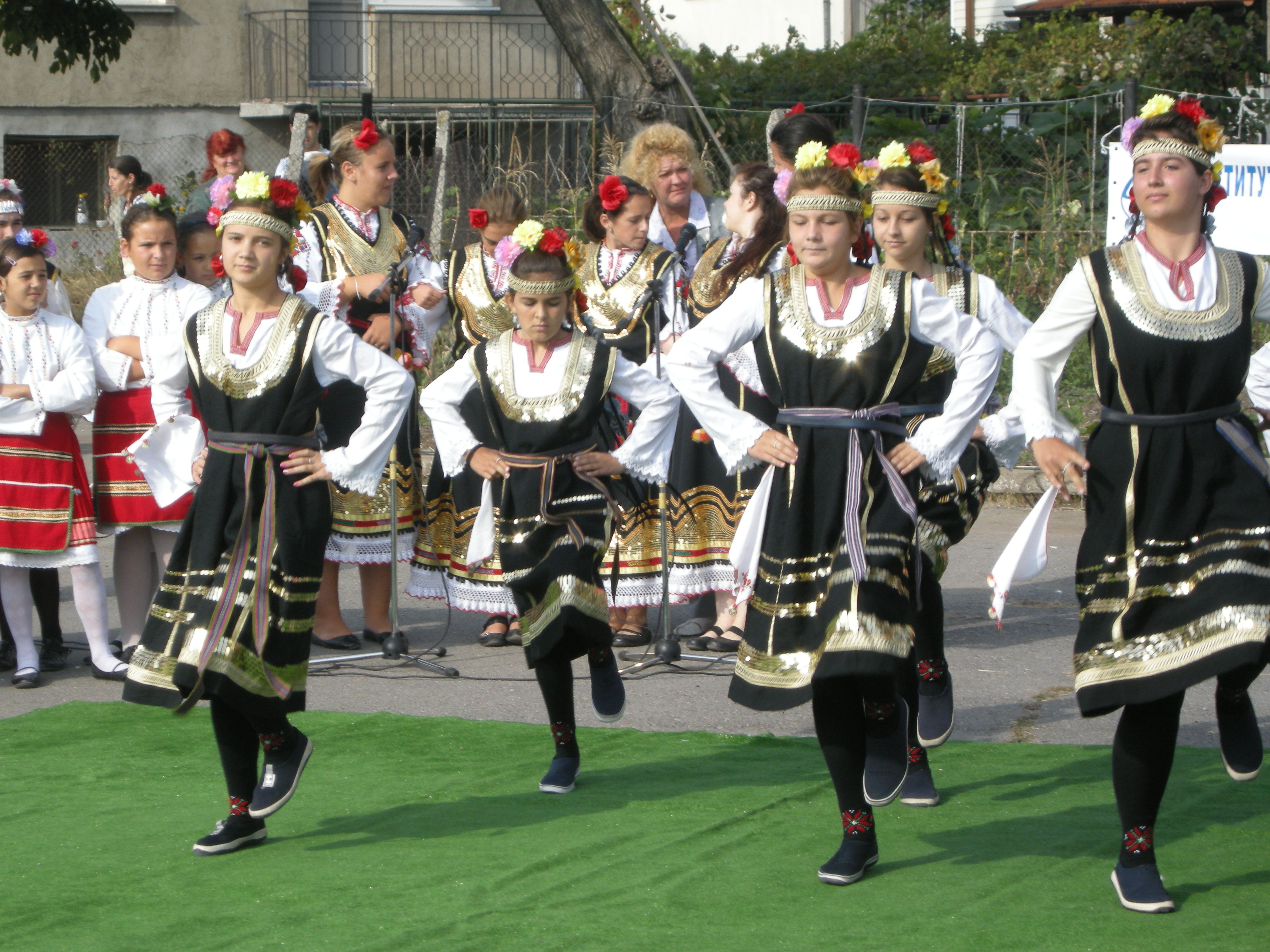
Болгарский народный танец

В Болгарии есть семь основных областей, различных по своему фольклору: Родопская, Фракийская, Странджанская, Пиринская, Шопская, Добруджанская, Северняшкая (Североболгарская)
Основные народные музыкальные инструменты Болгарии: волынка, кавал, гадулка, тамбура и тапан.

### Болгарская классическая музыка
Во время османского владычества в Болгарии не было никаких музыкальных институций и музыкальной педагогики. Только отдельные болгары получали музыкальное образование в России и Европе. После Освобождения Болгарии некоторые из них вернулись на родину и создали образцы самобытной болгарской классической музыки.
В 1899 г. Емануил Манолов создал первую болгарскую оперу — «Сиромахкиня». Георгий Атанасов написал оперы «Алцек», «Косара», «Запустялата воденица». Панайот Пипков создал первые болгарские детские оперетты «Деца и птички» и «Щурец и мравки». Его самое известное сочинение — «Гимн святых Кирилла и Мефодия». Никола Атанасов написал первую болгарскую симфонию. Крупнейшим теоретиком болгарской церковной и народной музыки на рубеже XIX—XX веков был Добри Христов.

## Сербская музыка
Турбо-фолк (серб. Турбо-фолк, англ. Turbo-folk) — музыкальный жанр, сочетание электронной и народной музыки, зародившийся в начале 1980-х в Югославии и популярный в настоящее время на Балканах. Пионерами турбофолка были исполнительницы Лепа Брена и Драгана Миркович. Расцвета турбофолк достиг в 1990-е годы в Сербии — одним из популяризаторов этого жанра стал президент Югославии Слободан Милошевич. Впервые подобный термин был употреблён певцом Рамбо Амадеусом, который иронически называл эту музыку «какофонией», описывая собственные произведения.